# Sang, suor i llàgrimes
Sang, suor i llàgrimes (original: In Which We Serve) és una pel·lícula britànica dirigida per Noël Coward i David Lean, estrenada el 1942. Ha estat doblada al català.

## Argument
És la història d'un vaixell, el destructor britànic HMS Torrin, contada en flashbacks per supervivents des del moment en què embarquen sobre un bot salvavides...

## Al voltant de la pel·lícula
- És la primera pel·lícula en la qual apareix Richard Attenborough, igualment la primera dirigida per Coward així com per Lean. Altra particularitat: s'hi veu el director Michael Anderson.
- La pel·lícula ha estat rodada als Denham Film Studios a Buckinghamshire prop de Londres.[2][3]

## Elenc
- Noël Coward: capità Edward Kinross/ capità "D"
- Celia Johnson: Alix Kinross
- Derek Elphinstone: No. 1
- Michael Wilding: Flags
- Robert Sansom: Guns
- Philip Friend: Torps
- Ballard Berkeley: Enginyer
- Hubert Gregg: el pilot
- James Donald: El metge
- Michael Whittaker: Sub
- Kenneth Carten: Sub-Tinent R.N.V.R.
- John Mills: Shorty Blake
- Michael Anderson: Albert Fosdick
- Kay Walsh: Freda Lewis / Freda
- Richard Attenborough: un mariner
- Joyce Carey: Sra. Hardy / Kath
- Daniel Massey: Bobby

## Premis i nominacions

### Nominacions
- 1944: Oscar a la millor pel·lícula
- 1944: Oscar al millor guió original per Noel Coward